# Musculus palatoglossus
Musculus palatoglossus er en lang, tynd muskel med en synlig impression på indersiden af munden, da den danner den forreste ganebue. Den udspringer fra aponeurosis palatina og danner en bueformet nedadgående forløb langs med den forreste ganebue, hvorefter den insererer på siderne af tungen.

## Referrencer
1. ↑  Tranum-Jensen, Jørgen. Hovedets, halsens og de indre organers anatomi (11 udgave). Munksgaard. ISBN 978-87-628-1559-9.